# Leucania inornata
Leucania inornata är en fjärilsart som beskrevs av John Henry Leech 1889. Leucania inornata ingår i släktet Leucania och familjen nattflyn. Inga underarter finns listade i Catalogue of Life.